# Понте-Сан-Пьетро
Понте-Сан-Пьетро (итал. Ponte San Pietro) — город в Италии, располагается в регионе Ломбардия, подчиняется административному центру Бергамо.
Население составляет 10 016 человек, плотность населения составляет 2402 чел./км². Занимает площадь 4 км². Почтовый индекс — 24036. Телефонный код — 035.
Покровителем населённого пункта считается святой апостол Пётр. Праздник ежегодно празднуется 29 июня.